# Pietro Raimondi
Pietro Raimondi (Roma, 20 de desembre, 1786 – Idem, 30 d'octubre, 1853), va ser un compositor italià.

## Biografia
Alumne del Conservatori de la Pietà dei Turchini de Nàpols, va estudiar cant, acompanyament i contrapunt amb Labarbera, i en composició va tenir com a professor a Giacomo Tritto.
Després de sis anys d'estudis va tornar a Roma a buscar feina, però les males condicions econòmiques el van obligar a traslladar-se a Florència amb la seva tia i a Gènova on vivia la seva mare. En aquesta darrera ciutat va començar com a mestre, professor i compositor; va ser aquí on va representar per primera vegada la seva òpera còmica La Bizzarria d'amore (1807).
Va viatjar per Itàlia durant diversos anys per posar en escena les seves òperes. De 1816 a 1820 va ser mestre de capella de la ciutat d'Acireale. El 1820 va conèixer a Gioachino Rossini a Nàpols, convidat a interpretar la seva Messa di Gloria: estudis musicològics recents, basats en elements històrics i estilístics, han establert que la fuga final (Cum Sancto spiritu) és en realitat obra de Raimondi.
El 1824 va ser nomenat director dels reials teatres de Nàpols i l'any següent va succeir a Tritto en el càrrec de mestre de composició al Reial Col·legi de Música de la mateixa ciutat. En aquest període Vincenzo Bellini va prendre algunes lliçons d'ell.
Del 1833 al 1852 va ser professor de contrapunt al Conservatori del Bon Pastor i director del teatre Carolino de Palerm, però se sap que el 1836, després de la mort d'Anton Reicha, va optar a la càtedra d'harmonia i contrapunt a el Conservatori de París. Un retard postal de quatre dies, com es pot deduir de la carta que li va enviar disgustat a Luigi Cherubini, va impedir la seva possible candidatura.
El 12 de desembre de 1852 va succeir Basily en el càrrec de mestre de capella de S. Pietro a Roma. L'estiu del mateix any es va representar al Teatre Argentina la seva obra més impressionant, l'oratori Giuseppe, que en realitat constava de tres obres separades que s'interpretaven primer individualment i després simultàniament. Es necessitaven un total de 430 intèrprets, entre membres d'orquestra i coristes. La interpretació d'aquest opus unicum va tenir una certa ressonància internacional, tant és així que l'estiu de 1853 Franz Liszt, que va definir Raimondi com "mestre de mestres en l'art del contrapunt", va dir que estava disponible per interpretar-lo a Alemanya: però la mort de Raimondi uns mesos després va impedir el projecte.

## Obra
Per consultar la llarga llista d'obres de Raimondi, aneu al seu arxiu de la Viquipèdia italiana.